# 查利·多布森
查利·多布森（英語：Charlie Dobson，1999年10月20日—），英国男子田径运动员，2018年世界U20田径锦标赛男子200米银牌得主、2022年欧洲田径锦标赛男子4×400米接力金牌得主、2023年世界田径锦标赛男子4×400米接力铜牌得主。